# Acalypha rafaelensis
Acalypha rafaelensis é uma espécie de flor do gênero Acalypha, pertencente à família Euphorbiaceae.